# Cmentarz wojenny nr 291 – Domosławice
Cmentarz wojenny nr 291 – Domosławice – cmentarz z I wojny światowej znajdujący się we wsi Domosławice w województwie małopolskim, w powiecie brzeskim, w gminie Czchów. Jest jednym z 400 zachodniogalicyjskich cmentarzy wojennych zbudowanych przez Oddział Grobów Wojennych C. i K. Komendantury Wojskowej w Krakowie. W VIII okręgu brzeskim cmentarzy tych jest 52.

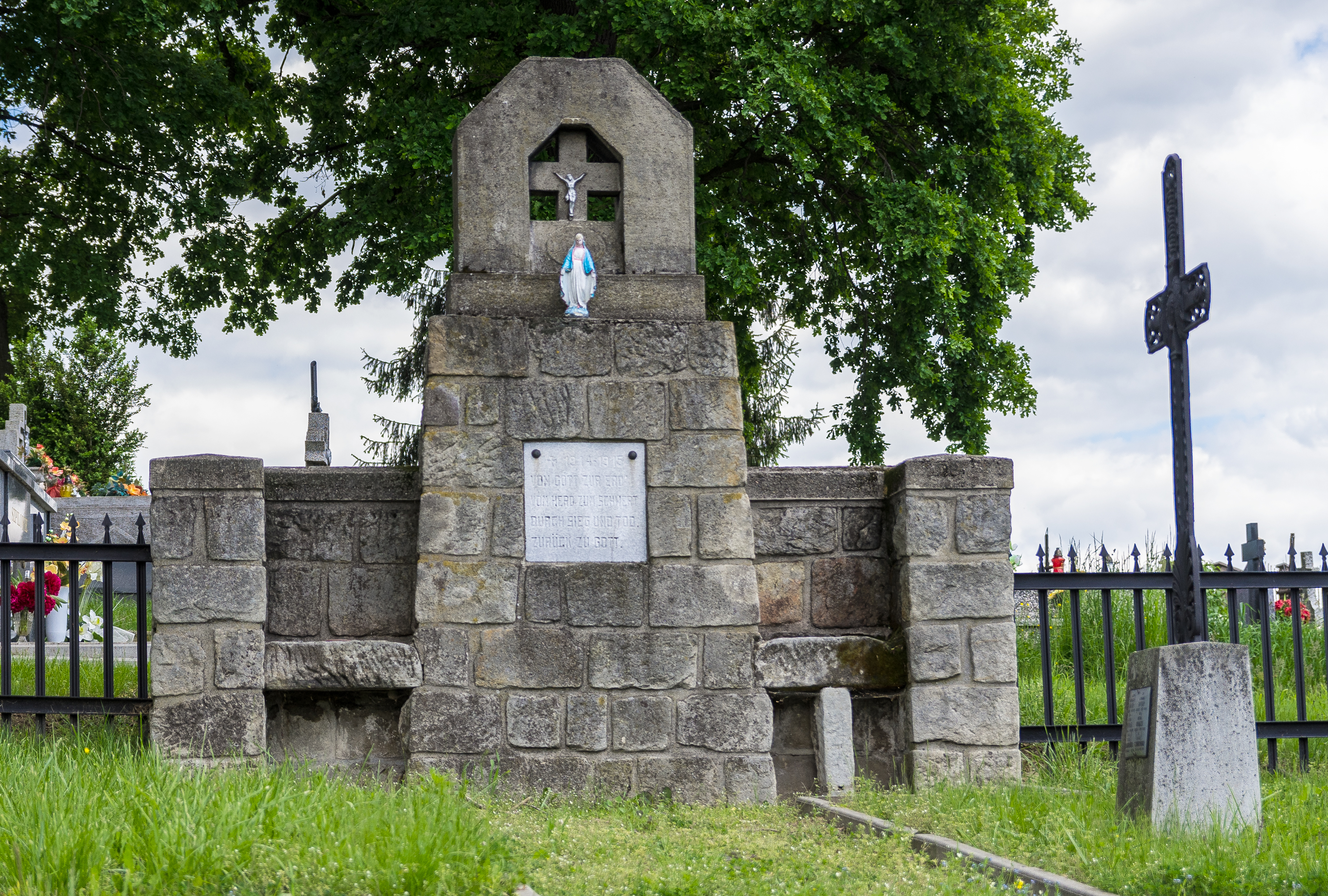
Główny pomnik cmentarza

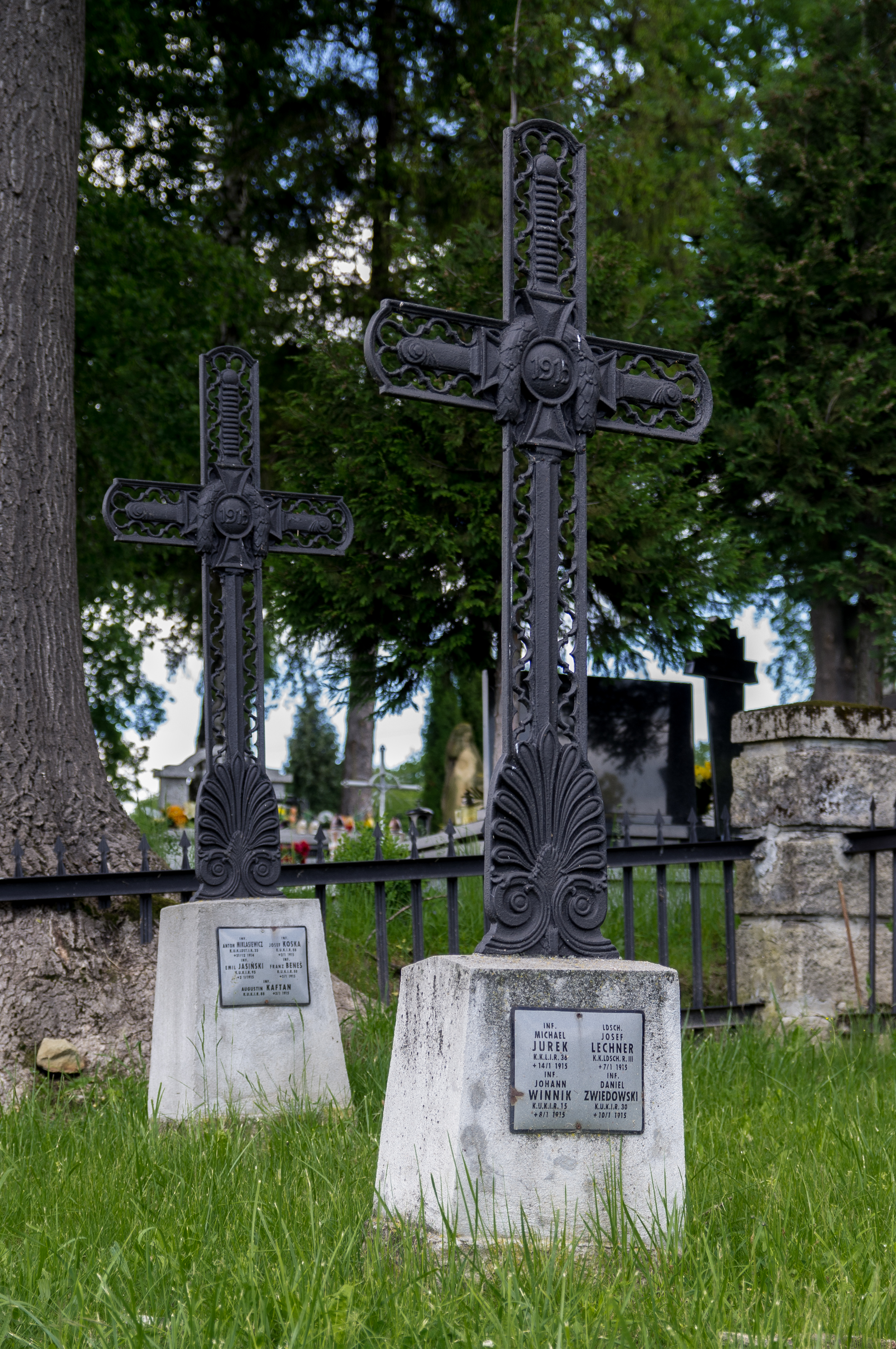
Nagrobki żołnierzy austriackich

## Położenie
Cmentarz wojenny znajduje się na cmentarzu parafialnym w Domosławicach i stanowi oddzielną kwaterę. Zlokalizowany jest na niezabudowanym wzgórzu, dzięki czemu roztaczają się z niego szerokie widoki, zwłaszcza na południową stronę na dolinę Dunajca i Pogórze Rożnowskie.

## Historia
Pochowano tutaj wspólnie żołnierzy armii austriackiej i rosyjskiej, którzy zginęli w walkach na okolicznych terenach w 1914 roku oraz na początku 1915 roku. Front przechodził tędy dwukrotnie; w listopadzie 1914 roku armia rosyjska zajęła te tereny, w 1915 roku natomiast, po zwycięstwie połączonych sił austriackich i niemieckich w bitwie pod Krakowem i bitwie pod Limanową wojska rosyjskie wycofywały się na północ i wschód, broniąc linii kolejowej Przemyśl – Bochnia. 
Ogółem na cmentarzu pochowano 43 [[[Armia Austro-Węgier|żołnierzy armii austro-węgierskiej]] i 4 żołnierzy armii rosyjskiej. Polegli żołnierze armii austriackiej służyli w 5, 15, 30, 55, 58, 60, 65, 81, 88, 95 pułku piechoty, oraz 36 pułku Landwery, 30 batalionu strzelców polowych, II i III pułków Strzelców Cesarskich. Są też artylerzyści z 11 pułku haubic polowych i 15 dywizjonu ciężkich haubic. Polegli w czasie walk w listopadzie 1914 roku, lub na początku 1915 roku, niektórzy zmarli z ran w szpitalach polowych. Z nazwiska znanych jest 37 żołnierzy. Żołnierze rosyjscy polegli 3 stycznia 1915 roku, nie zostali zidentyfikowani. Wśród poległych żołnierzy armii austro-węgierskiej są Polacy

## Opis cmentarza
Zaprojektowany przez Roberta Motke cmentarz ma kształt prostokąta. Obecne ogrodzenie tworzą masywne słupki murowane z betonowych elementów i żelazne sztachetki. Wejście przez dwie niskie żelazne furtki osadzone na betonowych słupkach. Większy betonowy słupek znajdujący się między furtkami zwieńczony jest dużym betonowym krzyżem. Głównym elementem ozdobnym jest znajdująca się po drugiej stronie ogrodzenia ściana pomnikowa, w której górną część wmontowano niewielki betonowy krzyż z wiszącym na nim Chrystusem, poniżej jest tablica inskrypcyjna z napisem w języku niemieckim. Napis ten można przetłumaczyć tak:
Od Boga na ziemię, z domów pod broń,

Przez zwycięstwo i śmierć do Boga znów
Obramowane betonowymi obrzeżami ścieżki na cmentarzu mają postać krzyża. Nagrobki żołnierzy mają postać betonowych cokołów zwieńczonych krzyżami. Są trzy rodzaje krzyży:
- 7 żeliwnych, ażurowych krzyży łacińskich,
- 1 żeliwny, ażurowy krzyż lotaryński
- kilka mniejszych krzyży maltańskich

Cmentarz jest odnowiony i jest w bardzo dobrym stanie.